# Heerenveen
Heerenveen (anhörenⓘ) (westfriesisch It Hearrenfean) ist eine Gemeinde der niederländischen Provinz Friesland und zählte am 1. Januar 2025 laut Angabe des CBS 51.859 Einwohner. Die Gesamtfläche der Gemeinde beträgt 198,17 km².

## Orte
Die Gemeinde umfasst den Ort Heerenveen (etwa 30.000 Einwohner) sowie die Dörfer und Siedlungen: Bontebok, De Knipe, Gersloot, Hoornsterzwaag, Jubbega, Katlijk, Luinjeberd, Mildam, Nieuwehorne, Nieuweschoot, Oranjewoud, Oudehaske, Oudehorne, Oudeschoot, Terband, Tjalleberd.

## Lage und Wirtschaft
Heerenveen liegt an einigen von der Binnenschifffahrt genutzten Wasserwegen und an der Autobahn und Eisenbahnstrecke zwischen Leeuwarden und Zwolle. Am Bahnhof halten auch die Schnellzüge.
In Heerenveen, welches das wirtschaftliche, soziale und kulturelle Zentrum der Region ist, gibt es mehrere Schulen, ein allgemeines Krankenhaus, eine psychiatrische Fachklinik sowie ein Theater.
Die wichtigste Fabrik ist die Batavus-Fahrradfabrik, die seit 1904 besteht. Sie gehört heute zur Accell Group, deren Geschäftssitz in Heerenveen ist.

## Geschichte
Heerenveen wurde 1551 von drei Grafen zur Torfgewinnung gegründet. Der Name leitet sich aus den Worten heer (= „Herr“, „Graf“) und veen (= „Fehn“,  „Torf“) ab. Heerenveen erhielt nie Stadtrechte.
Ab 1700 war der Vorort Oranjewoud, der inmitten eines kleinen Waldgebietes liegt, beliebt bei den Reichen der Provinz. Durch den Statthalter Frieslands angeregt, der selbst einen Landsitz anlegen ließ, bauten auch sie Herrenhäuser. Diese sind jetzt als Luxushotel oder Klinik in Gebrauch.
Um 1880 war der Sozialist Ferdinand Domela Nieuwenhuis sehr bemüht, die Lage der Arbeiter der Region zu verbessern. Ihm ist in Heerenveen ein kleines Museum gewidmet.
Nach dem Zweiten Weltkrieg hielt die Industrialisierung Einzug, zeitweise hatte der Philips-Konzern eine Fabrik in der Stadt.
Zum 1. Januar 2014 wurden Heerenveen Teile der Gemeinde Boarnsterhim nach deren Auflösung angegliedert.

## Politik

### Sitzverteilung im Gemeinderat
- SP: 2
- PvdA: 7
- GL: 3
- D66: 3
- FNP: 3
- VVD: 4
- CDA: 3
- CU: 1
- Sonst.: 5

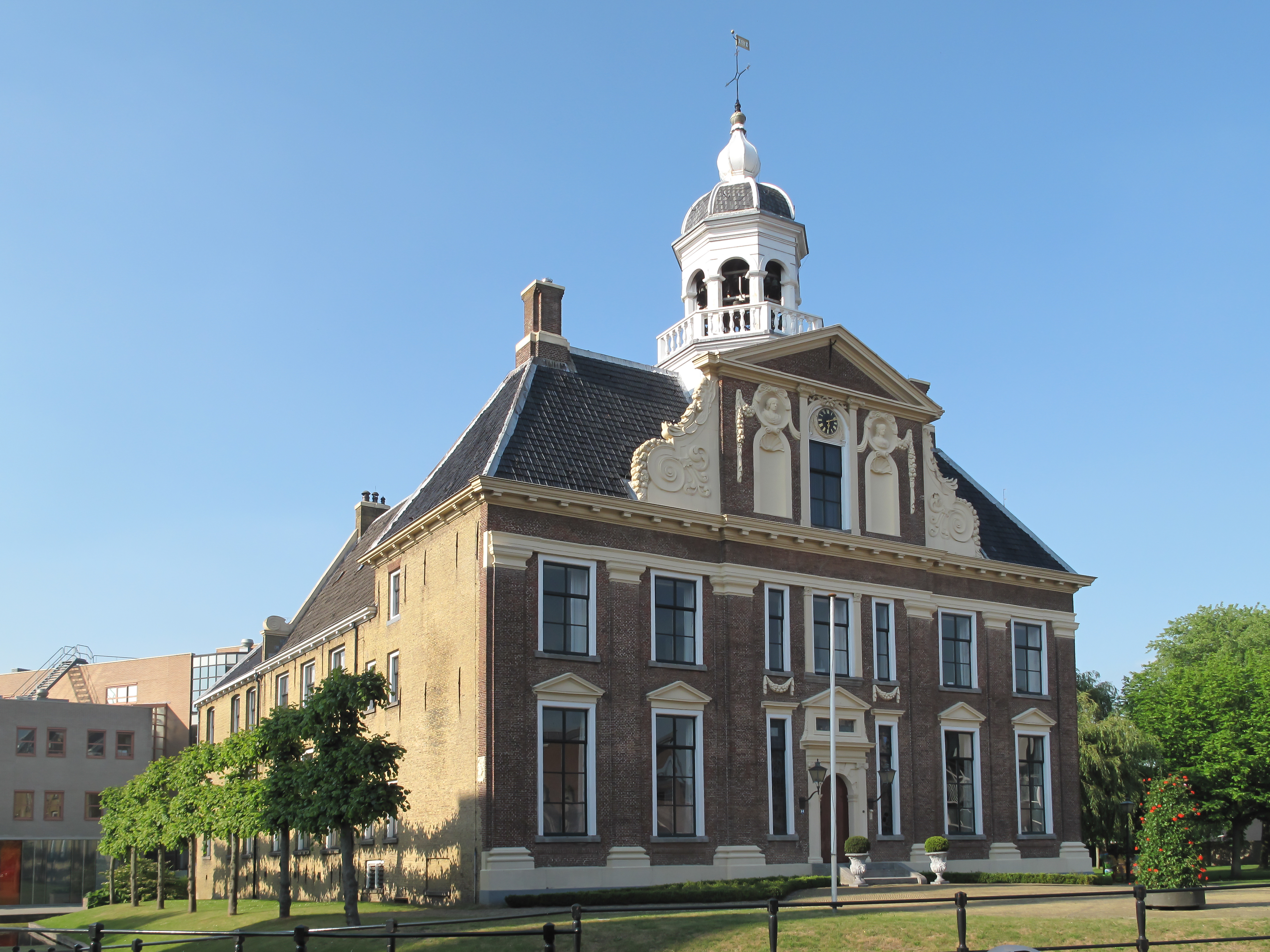
Heerenveen, Gemeentehuis: Crackstate

Nach der Wahl wurde eine Koalition aus PvdA, VVD, GL und CDA eingegangen. Diese Koalition verfügt mit 17 von 31 Sitzen über eine knappe absolute Mehrheit.

 
Sonstige = HL (3) und GB (2)
Der Gemeinderat kommt seit 1982 wie folgt zustande:
| Partei                | Sitze a | Sitze a | Sitze a | Sitze a | Sitze a | Sitze a | Sitze a | Sitze a | Sitze a | Sitze a | Sitze a |
| Partei                | 1982    | 1986    | 1990    | 1994    | 1998    | 2002    | 2006    | 2010    | 2013 b  | 2018    | 2022    |
| --------------------- | ------- | ------- | ------- | ------- | ------- | ------- | ------- | ------- | ------- | ------- | ------- |
| PvdA                  | 9       | 13      | 10      | 7       | 8       | 7       | 12      | 8       | 8       | 6       | 7       |
| VVD                   | 5       | 4       | 3       | 4       | 4       | 5       | 4       | 4       | 4       | 5       | 4       |
| FNP                   | 1       | 1       | 1       | 1       | 1       | 1       | 1       | 2       | 3       | 3       | 3       |
| Heerenveen Lokaal     | –       | –       | –       | –       | –       | –       | –       | –       | –       | 1       | 3       |
| GroenLinks            | –       | –       | 2       | 2       | 3       | 2       | 2       | 2       | 1       | 3       | 3       |
| CDA                   | 6       | 5       | 6       | 5       | 4       | 5       | 4       | 3       | 4       | 5       | 3       |
| D66                   | 1       | 1       | 3       | 4       | 1       | 1       | 0       | 2       | 3       | 2       | 3       |
| SP                    | –       | –       | –       | –       | –       | 1       | –       | –       | –       | 2       | 2       |
| GemeenteBelangen c    | –       | –       | –       | –       | –       | –       | –       | 4       | 4       | 3       | 2       |
| ChristenUnie          | –       | –       | –       | –       | –       | 1       | 2       | 2       | 2       | 1       | 1       |
| Leefbaar Heerenveen c | –       | –       | –       | 2       | 3       | 4       | 2       | –       | –       | –       | –       |
| GPV                   | 0       | 0       | 0       | –       | 1       | –       | –       | –       | –       | –       | –       |
| RPF                   | 0       | 0       | 0       | –       | 1       | –       | –       | –       | –       | –       | –       |
| Links Heerenveen d    | –       | 1       | –       | –       | –       | –       | –       | –       | –       | –       | –       |
| CPN d                 | 2       | –       | –       | –       | –       | –       | –       | –       | –       | –       | –       |
| PSP d                 | 2       | –       | –       | –       | –       | –       | –       | –       | –       | –       | –       |
| PPR d                 | 1       | –       | –       | –       | –       | –       | –       | –       | –       | –       | –       |
| Gesamt                | 25      | 25      | 25      | 25      | 25      | 27      | 27      | 27      | 29      | 31      | 31      |

Anmerkungen

### Bürgermeisterin
Seit dem 2. Oktober 2023 ist Avine Fokkens-Kelder (VVD) amtierende Bürgermeisterin der Gemeinde. Zu ihrem Kollegium zählen die Beigeordneten Jelle Zoetendal (PvdA), Hans Broekhuizen (CDA), Jaap van Veen (VVD) sowie der Gemeindesekretär Jeroen van Leeuwestijn.

## Sportliches und Sehenswürdiges
Heerenveen hat, abgesehen vom Herrenhaus „Crackstate“, kaum Baudenkmäler. Die Stadt hat aber eine vom Sport geprägte Atmosphäre.
Das Eisschnelllaufstadion Thialf, benannt nach einer Figur aus der nordischen Mythologie, war weltweit eine der ersten überdachten Wettkampfstätten dieser Art. Jährlich finden dort nationale und internationale Wettkämpfe statt.
Der Fußballverein SC Heerenveen spielt seit 1993 ununterbrochen in der niederländischen Ehrendivision und nahm bereits mehrfach an europäischen Wettbewerben teil. Sein Stadion mit einer Kapazität von rund 26.000 Plätzen ist nach dem in Heerenveen geborenen Abe Lenstra benannt worden, einem der besten Spieler der niederländischen Fußballhistorie und Nationalspieler in den 1940er und 1950er Jahren.

## Städtepartnerschaften
Heerenveen hat zwei Partnerstädte:
| Stadt           | Land    | seit |
| --------------- | ------- | ---- |
| Baselga di Pinè | Italien |      |
| Rischon LeZion  | Israel  | 1993 |

## Persönlichkeiten
Söhne und Töchter
- Wilhelm Heinrich von Sachsen-Eisenach (1691–1741), Herzog von Sachsen-Eisenach
- Albert Gillis von Baumhauer (1891–1939), Luftfahrtpionier
- Eelco van Kleffens (1894–1983), Politiker
- Abe Lenstra (1920–1985), Fußballspieler
- Wim Duisenberg (1935–2005), Wirtschaftswissenschaftler, Bankier, von 1998 bis 2003 Präsident der Europäischen Zentralbank
- Margriet Zegers (* 1954), Hockeyspielerin
- Franke Sloothaak (* 1958), deutsch-niederländischer Springreiter
- Jacob de Haan (* 1959), Komponist und Musiker
- Onno Meijer (1960–2008), Schauspieler
- Tineke Postma (* 1978), Jazzmusikerin
- Jan Huitema (* 1984), Politiker
- Sven Kramer (* 1986), Eisschnellläufer
- Antal van der Duim (* 1987), Tennisspieler
- Thijsje Oenema (* 1988), Eisschnellläuferin
- Randy de Jong (* 1993), Sternekoch
- Andries Noppert (* 1994), Fußballspieler
- Antoinette de Jong (* 1995), Eisschnellläuferin
- Aafke Soet (* 1997), Radrennfahrerin und Shorttrackerin
- Dennis Sikma (* 1999), Eishockeyspieler
- Arjen van der Heide (* 2001), Fußballspieler